# Bulbophyllum stictanthum
Bulbophyllum stictanthum är en orkidéart som beskrevs av Rudolf Schlechter. Bulbophyllum stictanthum ingår i släktet Bulbophyllum och familjen orkidéer. Inga underarter finns listade i Catalogue of Life.